# Llenguatge digital

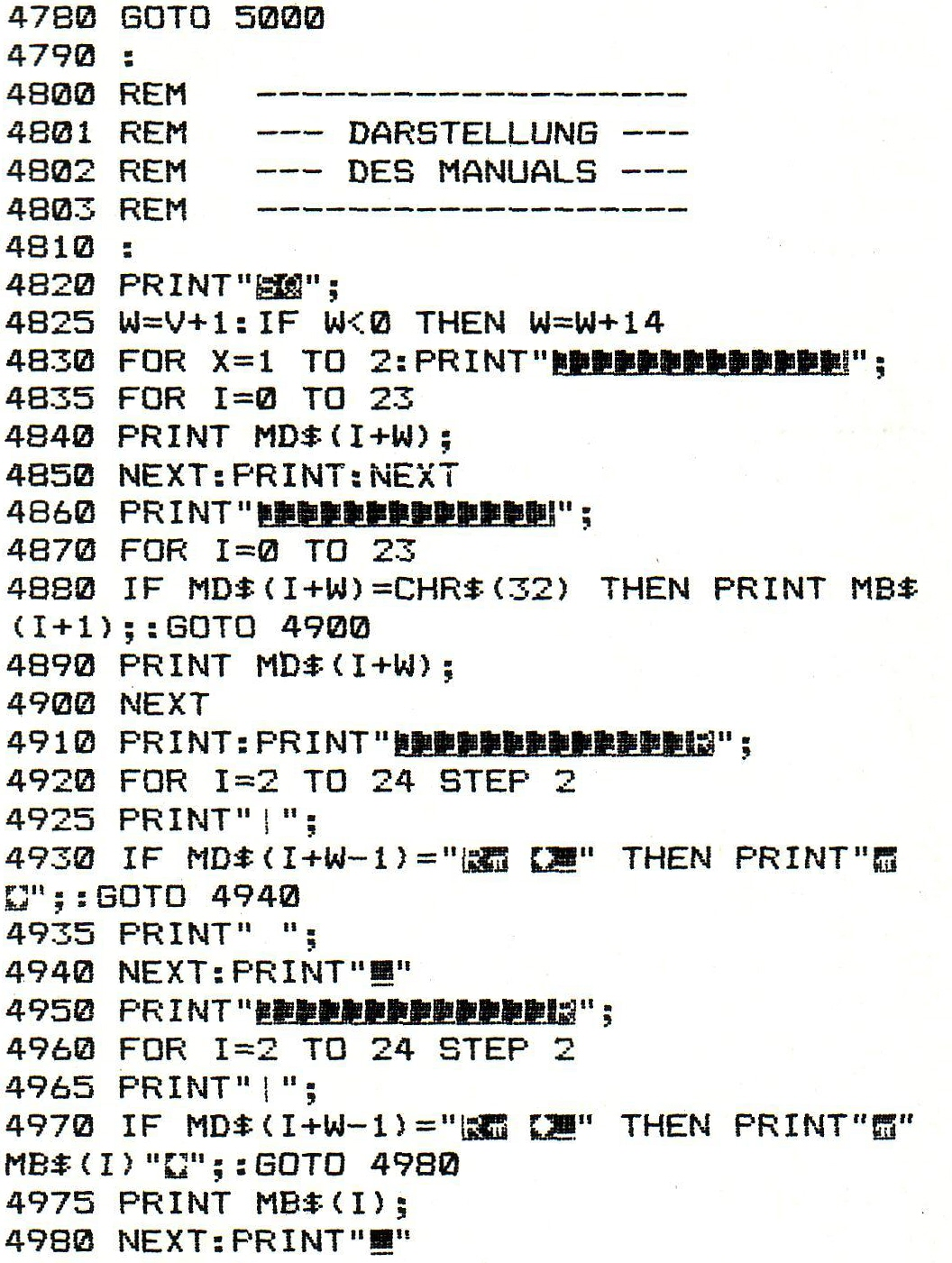
Exemple de llenguatge de programació, un dels llenguatges que formen el llenguatge digital.

El llenguatge digital és una nova codificació especial que va ser creada pels humans a l'hora de relacionar-se amb els ordinadors i altres màquines digitals. L'objectiu principal és poder generar resultats concrets a partir de l'organització dels robots en un llenguatge dins de la programació que cada un d'aquests entén. Cal dir que el llenguatge digital té significat convencional, és a dir, va ser acordat per la societat.
Per tant, aquest tipus de llenguatge ens proporciona una obertura a poder comunicar-nos amb el món digital per tal de realitzar una sèrie d'accions que ens proporcionarà una àmplia gamma de funcions, des d'obres d'art fins a respostes de problemes matemàtics.

## El llenguatge digital en els mitjans de comunicació
Els mitjans de comunicació de massa també anomenats mèdia seran una plataforma exemplar per poder aplicar el llenguatge digital. Aquests connecten les persones i permeten moltes activitats a través de dos elements digitalitzats. D'aquesta manera podem dir que l'ésser humà sempre aplicarà la funció d'aquest llenguatge a l'hora de comunicar-se amb altres individus. Dos dels mitjans de comunicació digitals que utilitzem amb freqüència serien la televisió (visual) i la ràdio (àudio).

## Característiques
Cal dir que el mateix llenguatge digital està format per una sèrie d'altres llenguatges que en conjunt permeten la interacció d'un individu amb el món digital. Aquests llenguatges tenen les seves pròpies característiques i és essencial saber-les per entendre el concepte principal mencionat prèviament.

### Llenguatge hipertextual
Aquest tipus de llenguatge serveix per estructurar textos i fer presentacions en hipertext, el qual és bàsicament un document digital utilitzat per les pàgines web. Aquest està basat en el metallenguatge, considerant-se un dels més populars per l'elaboració de pàgines web.
Els éssers humans es considera que utilitzaran el llenguatge hipertextual en el moment en què la revolució digital apareix, ja que aquesta ha modificat la manera la qual generem i transmetem la informació rebuda. Aquesta modificació és causa de la condició que ens suposen els nous suports digitals els quals interactuen de forma diferent amb el nostre pensament.

### Llenguatge social
El llenguatge social s'utilitza entre éssers humans quan aquests inicien contacte a través d'un mitjà de comunicació. Aquest està format per un conjunt de subsistemes entre els quals existeix un que permet representar els "usos socials de la llengua." Per tant, podem resumir la funció d'aquest recurs com el sistema que permet obtenir tots els elements necessaris per a una situació concreta amb uns receptors concrets.

### Llenguatge de programació
La programació tindrà el seu propi llenguatge, i aquest permet que les màquines puguin realitzar els processos ordenats a través del missatge transmès per un ésser humà utilitzant el llenguatge digital. Per tant, normalment, permet controlar el comportament d'un ordinador. Aquest està format per un conjunt de normes i símbols molt concrets que defineixen l'estructura i el significat dels diferents elements.

### Llenguatge sonor
La transmissió d'un missatge a través de senyals fonètiques també és un sistema de comunicació específic amb un llenguatge concret. Aquest tipus de senyals realitzades per l'ésser humà es dona a través de quatre elements:
- La veu humana
- La música
- El soroll
- Els silencis

### Llenguatge audiovisual
Aquest tipus de llenguatge és un codi que es basa en una sèrie de signes i normes que al combinar-los ens permet generar un resultat creat a través de la interacció del so i de la imatge. Els tres recursos principals d'aquest llenguatge són: enquadrament, tipus de plans, angulació i inclinació de la càmera.

## El llenguatge digital en l'educació
Avui en dia vivim en un món digitalitzat on la major part de la informació es mou a través de navegadors que funcionen a grans velocitats per la web. Es pot arribar a considerar que el llenguatge digital és el que "parlen els natius del segle XXI" la qual cosa obre portes infinites al coneixement i, per tant, multiplicar les possibilitats de l'aprenent. Els principals avantatges del nou llenguatge digital són els següents:
- S'adapta als estils d'aprenentatge de cada alumne
- Facilita l'explicació i la comprensió
- Desenvolupen les habilitats socials
- Obre una porta a l'exploració
- Promou la competència digital i l'alfabetització mediàtica
- Desenvolupa el pensament lògic

Cal dir, però, que aquest ús del llenguatge digital ha de ser utilitzat de forma adequada per tal d'obtenir resultats eficients dins de l'educació. Mai ha d'existir l'accés d'un recurs, ja que aquest s'acaba desgastant, i per tant, la utilització de la informació aconseguida a través del llenguatge analògic segueix sent una opció agradable i recomanable. 